# Адріан Окойн
Адріан Окойн (англ. Adrian Aucoin; 3 липня 1973, м. Оттава, Канада) — канадський хокеїст, захисник. 
Виступав за Бостонський університет (NCAA), «Гамільтон Канакс» (АХЛ), «Сірак'юс Кранч» (АХЛ), «Ванкувер Канакс», «Тампа-Бей Лайтнінг», «Нью-Йорк Айлендерс», МОДО, «Чикаго Блекгокс», «Калгарі Флеймс», «Фінікс Койотс», Колумбус Блю-Джекетс.
В чемпіонатах НХЛ — 1108 матчів (121+278), у турнірах Кубка Стенлі — 62 матч1 (6+15). У чемпіонатах Швеції — 14 матчів (2+6), у плей-оф — 6 матчів (1+0).
У складі національної збірної Канади учасник зимових Олімпійських ігор 1994 (4 матчів, 0+0), учасник чемпіонату світу 2000 (9 матчів, 3+3). У складі молодіжної збірної Канади учасник чемпіонату світу 1993. 
Досягнення
- Срібний призер зимових Олімпійських ігор (1994)
- Переможець молодіжного чемпіонату світу (1993).
- Учасник матчу усіх зірок НХЛ — 2004.